# Dysithamnus stictothorax
El batarito pechipinto (Dysithamnus stictothorax), también denominado batará amarillo grande (en Argentina), choca estriada (en Argentina), batará estriado (en Paraguay) o choquita estriada, es una especie de ave paseriforme de la familia Thamnophilidae perteneciente al género Dysithamnus. Vive en el centro sureste de Sudamérica.

## Distribución y hábitat
Se encuentra en la mata atlántica del sureste de Brasil, desde el sur de Bahía hacia el sur hasta Santa Catarina, extendiéndose hacia el interior en Minas Gerais (región del Río Doce) y São Paulo, y en el extremo nororiental de Argentina (Misiones), donde hubo apenas 3 registros.
Esta especie es localmente bastante común en el sotobosque de bosques tropicales y subtropicales húmedos de baja altitud y montanos, matorrales húmedos y bosques altamente degradados, hasta los 1100 m de altitud.

## Sistemática

### Descripción original
La especie D. stictothorax fue descrita por primera vez por el naturalista neerlandés Coenraad Jacob Temminck en 1823 bajo el nombre científico Myothera strictothorax; localidad tipo «Bahía, Brasil».

### Etimología
El nombre genérico «Dysithamnus» proviene del griego «duō»: zambullir y «thamnos»: arbusto; enmarañado; significando «que zambulle en los arbustos»; y el nombre de la especie «stictothorax», proviene del griego «stiktos»: punteado y «thōrax»: pecho; significando «de pecho punteado».

### Taxonomía
Es monotípica. La presente especie y Dysithamnus xanthopterus, D. mentalis, D. striaticeps y D. puncticeps parecen formar un grupo monofilético con el cual otras especies del género es probable que estén próximamente relacionadas.